# Movie Star
För andra betydelser, se Moviestar (olika betydelser).
Movie Star är ett samlingsalbum av den svenska popartisten Harpo, utgivet i Nederländerna 1996 på skivbolaget Disky. Innehåller låtar från 1974-1979 och 1983. 1997 utgavs skivan på nytt med ett annat omslag.

## Låtlista
1. "Moviestar" – 3:21 - (1975)
2. "Motorcycle Mama" – 3:25 - (1976)
3. "Rock 'n' Roll Clown" – 3:50 - (1976)
4. "In the Zum Zum Zummernight" – 2:54 - (1977)
5. "San Franciscan Nights" – 3:29 - (1977)
6. "Light a Candle" – 4:31 - (1983)
7. "Jessica" – 3:30 - (1976)
8. "Television" – 3:29 - (1977)
9. "Horoscope" – 3:30 - (1976)
10. "Valerie" – 2:53 - (1976)
11. "Smile" – 3:41 - (1976)
12. "I Wrote a Love Song" – 3:41 - (1976)
13. "Bianca" – 3:47 - (1979)
14. "With a Girl Like You" – 3:20 - (1978)
15. "Nothing to Hide" – 4:07 - (1977)
16. "Teddy Love" – 3:35 - (1974)